# Ángel Luis Prieto de Paula
Ángel Luis Prieto de Paula (Ledesma, Salamanca, 26 de agosto de 1955) es un escritor, crítico literario y catedrático universitario español.

## Biografía
Se licenció en Filología Románica por la Universidad de Salamanca y fue catedrático de Lengua y Literatura Españolas en Bachillerato. Se doctoró en la Universidad de Alicante, de la que es catedrático titular. Su tesis tuvo por título La poesía de Claudio Rodríguez (1987) y fue dirigida por Guillermo Carnero. Se consagró especialmente al estudio de la lírica española del siglo XX ("poéticas contemporáneas españolas y su relación con las universales, derivas estéticas y filosóficas del Simbolismo, incidencia literaria del irracionalismo filosófico europeo, conexiones entre krausopositivismo y literatura, tópica y pensamiento moral en la literatura de la Edad de Oro, disolución postsimbolista de la métrica y crítica de textos poéticos"), aunque también ha estudiado y editado textos poéticos del XIX, del XVIII (Tomás de Iriarte) y aun del XVI (Garcilaso de la Vega y estudios sobre Francisco de Aldana).
Ejerce la crítica literaria en el suplemento cultural "Babelia" de El País. Se le deben numerosos artículos publicados en Revista Hispánica Moderna, Ínsula, Revista de Occidente, Cuadernos Hispanoamericanos, Hispanic Review, Turia, Campo de Agramante, Compás de Letras, Quaderni di Filologia e Lingue Romanze, Extramuros, Adarve, Anales Azorinianos, Zurgai, Cuadernos del Lazarillo, Barcarola, Espacio/Espaço Escrito, L’Aiguadolç, Diablotexto, Poesía en el Campus, Anales de Literatura Española, Ágora, América sin Nombre, Letras de Deusto, Lectura y Signo, Siglo XXI, Celehis, Paraíso... Creó y dirige el portal de Poesía Española Contemporánea de la Biblioteca Virtual Miguel de Cervantes y ha sido patrono de la Fundación José María Soler; también lo fue de la Fundación Miguel Hernández. Es Premio Especial de la Crítica Literaria Valenciana.

## Obras

### Historia y Crítica literaria
- La llama y la ceniza (Introducción a la poesía de Claudio Rodríguez) (Universidad de Salamanca, 1989; 2.ª ed.: 1993)
- La lira de Arión (De poesía y poetas españoles del siglo XX) (Universidad de Alicante / CAPA, 1991)
- Claudio Rodríguez: visión y contemplación (IC Juan Gil-Albert, 1996)
- Musa del 68 (Hiperión, 1996)
- De manantial sereno (Estudios de lírica contemporánea) (Pre-Textos, 2004)
- Azorín frente a Nietzsche y otros asedios noventayochistas (Aguaclara, 2006)
- Manual de Literatura española actual (Castalia, 2007; con Mar Langa)
- Poesía: textos y contextos. De Francisco de Aldana a Amalia Bautista (Aguaclara, 2012)
- Las esquinas del yo (Estudios de literatura española contemporánea) (Visor, 2018)
- La poesía española de la II República a la Transición (Universidad de Alicante, 2021)

### Ensayo
- Contramáscaras (Pre-Textos, 2000)
- Monólogos del jardín (Huerga & Fierro, 2013)

### Creación literaria
- Ortigia (Premio Carlos Ortiz 1984) (Taifa, 1985)
- Compás del vacío (Aguaclara, 1989)
- Mesure du vide (ed. bilingüe, Presses Universitaires de Namur [Belgique], 2012)

### Traducciones
- Lucrecio, De la naturaleza (Aguaclara, 1992)

### Ediciones
- Garcilaso de la Vega (Poesías completas, Castalia, 1989; Edhasa, 2012),
- Tomás de Iriarte (Fábulas literarias, Cátedra, 1992)
- José de Espronceda (Poesía y prosa, Espasa Calpe, 1999; epílogo, ed. Guillermo Carnero)
- Antonio Gamoneda (Antología poética, Edilesa, 2002)
- José Luis Hidalgo (Raíz [1944-1947]. Antología poética, Huerga & Fierro, 2003)
- Antonio Martínez Sarrión (Última fe. Antología poética, 1965-1999, Cátedra, 2003)
- Juan Gil-Albert (Poesía completa, Pre-Textos, 2004; prólogo, ed. M.ª Paz Moreno)
- Claudio Rodríguez (Don de la ebriedad y otros poemas, Marenóstrum, 2005.
- Lluís Alpera (Los mapas de Odiseo, Huacanamo, 2010; trad. en verso)
- Miguel Veyrat (La puerta mágica. Antología 2001-2011, Libros del Aire, 2011)
- Antonio Gracia (El mausoleo y los pájaros. Antología poética, Huerga & Fierro, 2011
- Antonio Gracia, Devastaciones, sueños, Vitruvio, 2011)
- Félix Grande, Biografía [1958-2010], Galaxia Gutenberg / Círculo de Lectores, 2011).
- Claudio Rodríguez (Antología poética, Rialp, 2013; con Luis Bagué Quílez)
- Rodrigo Gabaldón (Comedias marianas, Universidad de Alicante, 2014; con José Fernando Domene)
- Federico García Lorca (Poesía selecta, Sansy, 2018)

### Antologías
- Poesía del Renacimiento (Aguaclara, 1989);
- 1939-1975: Antología de poesía española (Aguaclara, 1989)
- Poetas españoles de los cincuenta (Colegio de España, 1995; reed.: Almar, 2002)
- Las moradas del verbo. Poetas españoles de la democracia (Calambur, 2010).
- Poesía del Romanticismo. Antología Madrid, Cátedra, 2016.